# Bemowo
Bemowo è una frazione di Varsavia, capitale della Polonia, situata nella parte occidentale della città. Il suo territorio copre la cosiddetta cintura occidentale dell'ex-frazione di Wola, che è stato incorporato a Varsavia nel 1951. Il nome della frazione deriva dal cognome del Generale Józef Bem.

## Storia
Durante la seconda guerra mondiale, l'aeroporto fu costruito in questa zona di Varsavia, quindi l'area venne ristrutturata con lo smantellamento della vecchia fortezza e delle basi militari. L'aeroporto tuttavia rimase adibito a uso militare. Le unità militari operano tuttora a Bemowo, essendo la Siły Powietrzne parte dell'Esercito polacco; tali basi sono diventate una grande università dove i soldati possono fare carriera nelle Forze Armate o nella Brigata per la difesa di Varsavia.

## Amministrazione

### Gemellaggi
- Solna